# Маршъл (окръг, Тенеси)
Окръг Маршъл (на английски: Marshall County) е окръг в щата Тенеси, Съединени американски щати. Площта му е 974 km², а населението – 26 767 души (2000). Административен център е град Луисбърг.